# The Talkshow
The Talkshow är ett svenskt datorspel från 2001 utvecklat av Progressive Studios AB och Itmon World för TV4 och Electronic Arts.

## Handling och spelupplägg
I spelet leder spelaren en talkshow som programledaren Froderick Bertleback i den fiktiva TV-kanalen Itmon Television. Spelaren kan välja bland fem ämnen att behandla, hobbies, andliga besvär, mänsklig anatomi, grannsämja och kärlek och det finns elva karaktärer som kan medverka i talkshowen, Tant Rotunda, Knut Lavalamp, Anders, Enok Fjällå, Pjürgen Kott, Börje Vädervind, Mschnitzky & Nschnitzky, Adolf Tetig, Gun Pelvis och Sonja Sorgenfrei. Spelarens uppgift är att locka tittarna att börja titta på talkshowen och inte lämna programmet innan sändningen är slut genom att ställa frågor till gästerna, när sändningstiden är över får spelaren poäng som baseras på utvecklingen av avsnittet. Spelaren får ibland tips i Frodericks öronsnäcka av producenten. Varje avsnitt innehåller också ett musiknummer av artisterna cyClones, Dave Dee, Sili.K eller Empi.3.

## Produktion
Rösterna görs av Fredrik Dolk, Gunnar Ernblad, Henrik Hjelt, Mattias Knave, Irene Lindh, George Madisson, Rachel Mohlin, Claes Månsson, Anna Norberg, Henrik Norman, Louise Raeder, Sture Ström och Torsten Wahlund och spelades in av Pang Ljud. Musiken producerades tillsammans med Cool Music Entertainment AB. Inför releasen ansåg Peter Levin från Electronic Arts att han tror spelet kunde bli en säljsuccé.

## Mottagande
Spelaren kunde efter releasen publicera sina avsnitt på webben och även se andra avsnitt. Det ska även funnits möjlighet att ladda hem fler karaktärer och rollfigurer. Spelet är rekommenderad från 15 år. Aftonbladet uppskattade inte spelet men gillade dialogen och främst Claes Månssons medverkan.